# Soleto
Soleto é uma comuna italiana da região da Puglia, província de Lecce, com cerca de 5.537 habitantes. Estende-se por uma área de 29 km², tendo uma densidade populacional de 191 hab/km². Faz fronteira com Corigliano d'Otranto, Galatina, Lequile, San Donato di Lecce, Sternatia, Zollino.

## Demografia
| Variação demográfica do município entre 1861 e 2011                               |
|                                                                                   |
| Fonte: Istituto Nazionale di Statistica (ISTAT) - Elaboração gráfica da Wikipedia |